# Olgierd Cecil Zienkiewicz
Olgierd „Olek“ Cecil Zienkiewicz (* 18. Mai 1921 in Caterham, England; † 2. Januar 2009 in Swansea, Wales) war ein polnisch-britischer Mathematiker und Bauingenieur. Er war einer der Pioniere der Finite-Elemente-Methode (FEM) und Verfasser des ersten Lehrbuchs darüber.

## Leben
Zienkiewicz wurde in England als Sohn eines polnischen Vaters und einer englischen Mutter geboren. Die Familie zog nach Krakau, wo der Vater sein Amt als Richter ausübte. Der Ausbruch des Zweiten Weltkriegs verhinderte, dass Zienkiewicz sein Studium in Warschau aufnehmen konnte. Über Italien und Frankreich kehrte die Familie nach England zurück und Zienkiewicz setzte seine Ausbildung am Imperial College London fort. Im Anschluss an sein Studium schlug er 1943 eine akademische Laufbahn ein und erhielt 1945 seinen Doktortitel (Classical theories of gravity dam design in the light of modern analytical methods). Von 1947 bis 1957 lehrte er an der University of Edinburgh im Lehrstuhl für Ingenieurwesen. 1957 ging er für vier Jahre als Professor für Bauingenieurwesen an die Northwestern University nach Evanston, Illinois, bevor er nach Großbritannien zurückkehrte.
Er lehrte von 1961 bis zu seiner Emeritierung 1988 in der Abteilung Bauingenieurwesen der University of Wales in Swansea im Institut für Numerische Ingenieur-Methoden (Department of Civil Engineering, University of Wales Swansea, Institute of Numerical Methods Engineering).
Er war verheiratet und hinterließ bei seinem Tod seine Frau und drei Kinder.

## Ehrungen
Zienkiewicz wurde 1979 als Mitglied („Fellow“) in die Royal Society aufgenommen, die ihm 1990 die Royal Medal verlieh. Er war Mitglied der Royal Academy of Engineering, der National Academy of Engineering, der polnischen und chinesischen Akademien der Wissenschaften und der Accademia dei Lincei. Er ist der Preisträger der Timoschenko-Medaille des Jahres 1998. 1989 wurde er zum Commander (CBE) des Order of the British Empire ernannt. Im Jahr 1991 erhielt er die Goldmedaille der Institution of Structural Engineers. Er erhielt die Newmark Medal der ASCE, er erhielt die Goldmedaille der Institution of Structural Engineers, 2006 die Prince Philip Medal der Royal Academy of Engineering und 1987 die Carl-Friedrich-Gauß-Medaille. 1993 erhielt er ein Ehrendoktorat der Technischen Universität Wien.
Er war wesentlich an der Gründung der Association for Computational Mechanics and Engineering (ACME) in Großbritannien 1992 beteiligt und deren Ehrenpräsident.

## Werk
Zienkiewicz widmete sich frühzeitig der Forschung auf dem Gebiet der Numerischen Mathematik. 1967 veröffentlichte er den Band The Finite Element Method in Structural Mechanics. Dieses Standardwerk sorgte für eine schnelle Verbreitung der FEM in den Ingenieurwissenschaften und ist auch heute noch eine Fundgrube für Ingenieure und Programmierer. Ihm folgten weitere Auflagen, die sechste wurde 2005 als dreibändiges Werk unter dem Namen The Finite Element Method veröffentlicht. Zienkiewicz ist außerdem der erste, der das allgemeine Problemlösungs-Potenzial der FEM auch außerhalb der Festkörpermechanik erkannt und angewandt hat.

## Zienkiewicz-Preis
Der „Zienkiewicz Numerical Methods in Engineering Prize“ wurde 1998 vom Verlag Wiley gestiftet. Damit werden zweijährlich herausragende Leistungen junger Forscher unter 40 Jahren gewürdigt. Der Preis ist mit 1000 Pfund dotiert.